# Yordan Osorio
Yordan Hernando Osorio Paredes (ur. 10 maja 1994 w Barinas) – wenezuelski piłkarz występujący na pozycji środkowego obrońcy, reprezentant Wenezueli, od 2020 roku zawodnik włoskiej Parmy.
Jego bracia Johan Osorio, Cleiderman Osorio i Yehova Osorio również są piłkarzami.